# 익금
다음은 익금에 대한 설명이다.

## 수익액과 익금액과의 관계
법인세법상 각 사업연도의 소득금액은 당해 사업연도의 익금액으로부터 당해 사업연도의 손금액을 공제한 금액으로 계산된다(법인세법 제9조). 여기서 익금이라 함은 자본 또는 출자의 납입 및 법인세법에서 규정하는 것을 제외하고 그 법인의 순자산을 증가시키는 거래로 인하여 발생하는 수익의 금액을 말한다. 또한 손금은 자본 또는 지분의 환급, 잉여금의 처분 및 법인세법에서 규정하는 것을 제외하고 그 법인의 순자산을 감소시키는 거래로 인하여 발생하는 손비(損費)의 금액을 말한다.  익금의 구체적 내용으로서는 세무회계가 순자산증가설을 기초로 하여 자본거래 이외의 모든 순자산증가의 요인이 되는 거래를 익금으로 규정하고 있기 때문에, 기업회계에서는 손익거래와 자본거래 등으로 세분하지만, 세무회계에 있어서는 포괄적인 개념으로서 익금을 규정하고 있다. 법인세법상 익금의 구체적인 내용은 아래와 같다.  ① 상품이나 제품의 판매에 의한 수익  ② 투자유가증권·사채·공채 등의 투자수익  ③ 대여금 또는 예금이나 자금운용에 의해 획득되는 수입이자  ④ 수입수수료 및 잡수입 등의 부수수익  ⑤ 수입보상금·수입보험금 등의 특수한 익금  ⑥ 전기(前期) 손익수정에 따르는 익금  ⑦ 고정자산의 매각처분 및 설비용 자산의 양도수익  ⑧ 채무의 면제이익 또는 시효소멸에 의한 순자산 증가

## 자산의 판매에 의한 수익
자산의 매매에 의한 수익은 소유권 이전등기의 유무나 대금결재에 불문하고, 매매계약의 효력 발생일이 속하는 사업연도의 익금 또는 손금에 산입된다. 다만 상품·제품 등의 판매에 대해서는 상품·제품을 인도하거나 인도할 수 있을 때에 판매익금으로 계상하도록 규정하고 있다.  자산의 판매에 의한 수익 가운데 특수매매에 의한 수익은 판매의 인식기준, 즉 수익의 인식시점에 따라 위탁판매·시용판매·할부판매·연불판매로 나눌 수 있다.

### 위탁판매
세무회계에 있어서 위탁판매의 의한 수익계상은 위탁품에 대하여 수탁자가 판매한 날에 속하는 사업연도의 익금에 산입하는 것을 원칙으로 하고 있다. 그러나 기업회계원칙에 의한 위탁판매의 수익의 인식기준은 수탁자로부터 적송품에 대한 매출계산서가 작성되어 도달할 때에 수익으로 계상한다(매출계산서 도착기준). 다시 말해서 위탁판매에 의한 적송품(積送品)이 수탁자의 수중에 있는 한 그 소유권은 위탁자에 있으므로 당해 적송품이 위탁자의 소유권을 떠난 시점은 수탁자가 이것은 판매한 때라고 보아 법인세법에서는 법적 기준에 의하여 수익이 실현된다는 입장을 취하는 것이고, 따라서 수탁자가 판매한 날에 속하는 위탁자의 사업연도에 익금으로 계상하도록 규정하고 있다.

### 시용판매
기업회계원칙에 의하면, 시용판매는 상대편이 매입 의사를 표시함으로써 매출이 실현되는 것이므로, 이때까지는 매출액으로 계산되어서는 안 된다. 법인세법에 있어서도 별다른 규정이 없으므로 기업회계원칙에 준한다. 다만 일정한 기간이 경과함에 따라서 판매가 확정되는 계약 또는 상관습(商慣習)이 있을 때에는 다른 기준이 적용된다. 예컨대, 법인이 적송(積送)·배치한 상품 등에 대하여 상대편이 일정한 기간 안에 반품 또는 거절의 의사를 표명하지 않는 한, 계약 또는 상관습에 의하여 그 판매가 확정되는 경우에는 당해 상품의 시용판매에 의한 매출금액은 당해 사업연도의 기간이 만료하는 날을 포함하는 총매출액에 산입되는 것이다.

### 할부판매
할부판매라 함은 월부·연부, 기타 분할 지급방법에 의하여 대가지급을 받는 것을 정형적 약관(定型的 約款)에 따라 행하는 판매를 말한다. 이것은 기업회계에 있어서는 할부대금을 회수할 때 그 회수되는 부분에 대해서만 매출수익으로 계상하는 이른바 대금회수 기준에 따르게 된다.  그러나 세무회계에 있어서 대금회수의 여부에 관계없이 할부계약에 따라 기일이 되면 채권이 확정되는 것으로 보고 지급기일 만큼의 수익이 확정된 것으로 간주한다. 이는 할부대금의 회수가 장기에 걸쳐 이루어지기 때문에 보통 인도기준에 의하여 할부대금을 인식한다면, 현금화되지 않는 소득에 대하여 과세하게 되므로 납세자의 자금사정을 압박하게 되고, 대금회수 기준에 의하면 대금회수를 조작, 지나치게 조세의 납부를 연기시킬 우려가 있기 때문이다.   할부판매에 있어 정형적 약관은 상품 등을 판매하고 월부·연부 등 부불방법(賦拂方法)에 따라 대금을 영수하는 것으로, 법인세법에는 ① 3회 이상 분할하여 대금을 영수하도록 약정된 것, ② 판매목적물의 인도일의 익일(翌日)로부터 최종 부금의 지급기일까지의 기간이 3개월 이상 2년 미만일 것으로 규정하고 있다.

### 연불판매
연불판매란 법인이 소유하는 자산의 판매 또는 용역·건설을 한 경우, 그 대금의 영수방법이 일반적인 외상판매와는 달리 미리 정해진 일정한 약관에 의하여 연불(延拂)로 그 대금을 영수하기로 정하고 판매하는 방법을 말한다.  할부판매는 그 대금의 영수방법이 미리 정해진 정형적인 약관에 의하여 불특정다수인(不特定多數人)에게 적용하는 판매방법인데 비해, 연불판매는 불특정다수인에게 적용될 필요는 없고, 개별적 약관에 의하여 판매금액 또는 수입금액을 월부·연부, 기타의 부불방법에 의하여 수입하는 판매방법이며, 그 요건은 할부판매와 동일하다. 연불판매에 있어서도 할부판매의 경우와 마찬가지로 그 익금액의 측정방법은 연불판매계약서에 의하고, 그 익금액의 인식기준은 당해 목적물의 인도, 대금영수와 관계없이 연불조건에 따라 당해 사업연도에 입금되어야 할 부금액을 기준으로 하여 계상한다.

## 도급에 의한 익금
도급이라 함은 당사자의 한쪽이 어떤 일을 완성할 것을 약속하고, 상대편이 그 일의 결과에 대하여 보수를 지급하는 것을 말한다. 도급에 따르는 익금의 계상은 시기에 따라 공사완성 기준과 공사진행 기준이 있다.

### 공사완성 기준
목적물의 인도를 요하는 도급계약에 있어서는 목적물의 전부를 완성, 상대편에게 인도한 날이 속하는 사업연도, 물품의 인도를 요하지 않는 도급에 있어서는 그 약정된 일의 전부를 완료한 날이 속하는 사업연도에 익금으로 계상하는 것을 말한다.   이때 물품의 인도를 요할 경우 그 물품이 완성되었다는 것만으로는 익금으로 계상할 수 없으며, 그 물품을 인도함으로써 비로소 익금으로 계상된다. 여기서 물품의 인도란 그 물품에 대한 지배권을 상대편에게 이전하는 것으로, 공사준공계의 제출과는 직접 관계가 없다.

### 공사진행 기준
공사완성 기준이 장기도급공사의 경우 수익의 측정·인식방법으로 적절한 방법이 되지 못하므로, 건설업·조선업 등에서는 각 사업연도의 기간손익에 포함시킬 익금액은 일의 진행된 정도에 따라 측정, 이를 당해 사업연도의 익금으로 계상하는데, 이러한 익금 계상방법을 공사진행 기준이라 한다.   즉, 공사진행 기준은 장기도급의 경우 익금을 완성 여부에 관계없이 공사의 진행(진척도)에 따라 계상함으로써, 공사 진행기간 중의 이익이 전연 계상되지 않아 기간이익의 결과를 적정하게 반영하지 못하는 공사완성 기준의 불합리점을 보완하는 익금의 측정 및 인식방법이다.

## 익금불산입 항목
순자산을 증가시키는 요인에 의한 금액은 세무계산상 익금인데도 불구하고 세법상 익금에 산입하지 않도록 규정된 항목을 익금불산입 항목이라 한다. 이러한 항목들은 조세정책적인 면을 고려, 익금불산입되는 항목도 있지만, 자본거래에 의한 것도 있다. 세법상 익금불산입 항목의 구체적인 예로는 주식 발행액만 초과액을 비롯, 다음과 같은 것들이 있다.

### 주식발행액면 초과액
이것은 자본거래에서 발생한 이익으로, 기업회계에 있어서도 영업거래상의 이익과 구별, 자본잉여금으로 처리되며, 세무회계에 있어서도 과세소득에서 제외된다.

## 합병차익
합병차익(合倂差益)이라 함은 법인이 합병한 경우, 피합병법인(被合倂法人)으로부터 승계한 순자산의 매입가액(승계한 자산의 장부가액에서 승계한 채무의 장부가액을 차감한 금액)이 그 대가로서 피합병법인의 주주 또는 출자자에게 교부한 주식가액(株式價額)을 초과한 금액을 말한다.  합병차익이 발생하는 원인을 구분하여 보면 ① 피합병법인의 자본금으로 된 합병차익, ② 피합병법인의 적립금에 의한 합병차익, ③ 승계자산의 평가증대에 의한 합병차익의 3가지가 있으며, ①과 ②의 경우에 있어서는 익금의 구성에서 제외되지만, ③의 경우의 합병차익(合倂差益)은 과세되는 익금에 가산된다.   ① 은 피합병법인의 합병 당시의 자본금보다 합병법인이 합병에 의하여 교부한 자본금이 더 적기 때문에 발생하며, 따라서 이것은 당초 자본주가 투하한 자본의 일부에 불과하므로 익금에서 제외된다. ②의 경우는 피합병법인이 유보한 잉여금, 즉 이미 과세된 잉여금(이익잉여금)과 법령에 의하여 과세되지 않는 잉여금(자본잉여금)이며, ③의 경우에는 합병법인이 피합병법인으로부터 자산을 승계함에 있어서 피합병법인의 기장가액(記帳價額)보다 평가증대됨으로써 발생하는 합병차익으로, 이러한 자산의 평가증대에 의하여 생기는 합병차익은 실질적으로는 비밀적립금의 노출이라는 이유에서 과세익금으로 취급된다.

### 감자차익
자본의 감소는 일반적으로 회사의 이월결손금의 누적으로, 이를 전보하는 수단으로서 주주총회의 특별결의에 의해 행할 수 있으나(商法 제434, 438조), 세무회계에 있어서는 감자차익이 발생하였다 하여 이월결손금의 전보에 충당하여야 한다는 규정은 없고, 다만 익금에만 산입하지 않는다고 규정하고 있다.  회사에서 자본을 감소시키는 방법으로서는, ① 주금(株金)을 감소시키는 방법, ② 주식수를 감소시키는 방법, ③ ①과 ②를 병행하는 방법이 있는데, 이때 주식의 액면금액에 미달하게 환급하고 주식을 회수하거나 무상으로 회수할 때 감자차익(減資差益)이 발생한다.

### 재평가차액
재평가법의 규정에 의해 재평가를 실시했을 경우, 그 재평가액에서 재평가일 1일 전의 평가액(장부잔액)을 차감한 금액을 재평가차액(再評價差額)이라 한다. 이러한 재평가는 인플레이션 등에 의해 명목자본이 실질자본에 미달할 때 자본수정의 방법으로 행하여지는 것이 일반적이므로, 세법에서도 기업회계에서와 같이 일종의 자본수정으로 보아 익금에 산입하지 않도록 규정하고 있다.

## 이월익금
이월익금(移越益金)은 각 사업연도의 소득으로 이미 과세된 소득(조세감면 규제법의 규정에 의한 법인세의 면제소득을 포함한다)을 당해 사업연도의 익금에 산입한 금액이므로 기업회계에서는 익금처리가 당연하나 세무회계에서는 익금으로 처리하지 않는다.

### 기관투자자의 배당소득금액
증권투자신탁업에 의한 위탁회사, 은행법에 의한 금융기관, 보험업법에 의한 보험사업자, 증권거래법에 의한 증권회사, 단기금융법에 의한 단기금융회사, 종합금융회사에 관한 법률에 의한 종합금융회사, 상호신용금고법에 의한 상호신용금고, 특별법에 의한 특수은행, 농·수·축협중앙회, 법률에 의하여 공제사업을 영위하는 법인으로서 재부부령이 정하는 법인 등의 기관투자자가 상장법인으로부터 받은 배당소득금액으로 이는 경제정책적인 목적에 기인하는 것이다.

### 법인세 환부금 기타
각 사업연도에 납부한 법인세(가산세 포함)와 각 세법에서 규정하는 의무 불이행으로 인하여 세액을 착오 계산·납부하였거나 또는 세율의 변동에 의하여 환부받은 금액 등은 익금에 산입하지 않는다. 이러한 법인세나 징수불이행으로 인한 세액 등의 납부는 세무회계상 잉여금의 처분 또는 가지급금 등으로 처리해야 하기 때문에 익금에 산입하지 않음은 당연하다.   이 밖에 국세·지방세 과오납금의 환급금에 대한 이자도 세무회계상 익금에 산입하지 않는다.